# Argiro Ospina
Ospina  Hernández est un nom espagnol. Le premier nom de famille, en général paternel, est Ospina ; le second, en général maternel, souvent omis, est Hernández.
Pour les articles homonymes, voir Ospina.
Argiro Alonso Ospina Hernández, né à Nechí (département d'Antioquia) le 3 septembre 1991, est un coureur cycliste colombien. Il est le frère cadet de Carlos Ospina.

## Biographie
Son père est entraîneur dans le club cycliste d'Amalfi, ville du nord-est du département d'Antioquia. C'est là que Carlos fit ses premiers tours de roue. Argiro y apprit les rudiments du cyclisme en observant les entraînements de son frère et en suivant les conseils de son père. 
Mais plutôt attiré par le football, il joue latéral droit dans les catégories de jeunes de l'Atlético Nacional. Insatisfait, en 2007, il se tourne vers le vélo. Son père parle de lui à Héctor Manuel Castaño, directeur technique des moins de 23 ans du programme Orgullo paisa. Il entre au club cycliste d'Envigado. Bien qu'il n'ait même pas de bicyclette, il commence les bases d'une préparation physique, supervisé par Castaño. Fréquentant assidument la salle de gymnase et le vélo statique, il obtient des résultats et une bicyclette.
À la fin de 2007, il participe, avec l'équipe Orgullo Santuariano, à la Vuelta del Futuro, qu'il termine dans les centièmes. En 2008, il court le Novato de Oro et la Vuelta del Porvenir. Il finit cette compétition dans les dernières positions. En 2010, il entre dans la catégorie des moins de 23 ans et dispute deux courses la Clásica de Anapoima et la Vuelta de la Juventud (dans les rangs de l'équipe Chaoyang - ESSA, antichambre de la formation GW Shimano).
Au début de l'année 2011, il intègre la formation des moins de 23 ans de l'équipe Gobernación de Antioquia - Indeportes Antioquia. Il effectue une préparation très dure. Même si cela ne porte pas ses fruits tout de suite, lors de la Clásica Internacional del Café qui se déroule dans le département du Quindío, il mène le classement des moins de 23 ans, en début d'épreuve. Puis au Tour de Colombie espoirs, il se classe sixième du prologue. Il monte jusqu'à la quatrième place du classement général, faisant remarquer ses qualités de grimpeur. Il finit la compétition une semaine plus tard, à la onzième place. Début septembre, il obtient le bronze au championnat de Colombie du contre-la-montre espoirs. 
Cet athlète de 60 kg pour 1,75 m est décrit par Castaño comme un coureur offensif, qu'il faut freiner plutôt qu'aiguillonner. Au dernier jour de septembre, il prend le départ de son premier Clásico RCN. Il termine la compétition, seizième, en ayant beaucoup travaillé pour Sergio Henao.
Un mois plus tard, il part, au Costa Rica, disputer la Vuelta Higuito, titre détenu par son coéquipier William Valencia. Il finit quatrième de la première étape et endosse le maillot de leader des moins de 23 ans. Le lendemain, il remporte l'étape à Orotina. Le jour suivant, il s'échappe en compagnie de son coéquipier Luis Felipe López. López remporte l'étape et Ospina prend la tête du classement général. Il consolide sa place en s'échappant avec le Costaricien José Adrián Bonilla, dans la cinquième étape. Il récidive lors de la septième : un duo d'échappés, une victoire d'étape pour Bonilla et un maillot consolidé pour Ospina. Lors du dernier jour, Ospina souffre face à ses principaux adversaires et perd près de trois minutes. Mais grâce au travail de ses coéquipiers, il remporte la XXIXe Vuelta Internacional Higuito, et devient le plus jeune vainqueur de l'épreuve. En outre, il s'adjuge le classement de la montagne et des moins de 23 ans.
Les premiers paragraphes sont tirés de l'article Argiro Ospina campeón de la Vuelta Higuito, en Costa Rica du site revistamundociclistico.com et daté du 16 novembre 2011.
Lors de la saison 2012, il intègre l'équipe continentale Gobernación de Antioquia - Indeportes Antioquia (la formation en catégorie Élite du programme Orgullo paisa). À la mi-avril, une équipe, composée, exclusivement, de moins de 23 ans, est engagée à la Vuelta al Tolima. Même s'il ne termine que seizième, Argiro Ospina s'offre la victoire dans l'étape-reine de l'épreuve. 
Puis il se présente au départ du Tour de Colombie espoirs, dont il a fait un de ses objectifs. Mais arrivé blessé, il doit abandonner. Il s'ensuit une longue période de récupération jusqu'à la Vuelta a Antioquia, où il retrouve le rythme. Échappé, il termine deuxième de la première étape, seulement devancé par l'expérimenté Edwin Carvajal. Quatre jours plus tard, il est sacré vainqueur de la Vuelta a Antioquia, dans la catégorie espoir. Au mois d'octobre, il réalise un remarquable Clásico RCN. Non seulement, il effectue son rôle d'équipier pour son leader Alex Cano mais il réussit à remporter la septième étape (tout en manquant de récidiver lors de la neuvième). Il termine quatorzième au classement général mais surtout premier dans la catégorie espoirs.
Le 27 du mois, l'équipe Movistar annonce sur son site la signature pour deux ans d'Argiro Ospina. Ospina déclare que ce contrat a été possible, grâce à l'aide de Sergio Henao. C'est lui qui a parlé pour lui aux membres de la formation espagnole. Même si des contacts avaient été pris avec l'équipe AG2R La Mondiale, Ospina est satisfait d'avoir signé avec Movistar (pour des raisons de commodités, notamment liées à la langue). Rigoberto Urán lui assure une place dans la maison qu'il partage avec Henao et Nairo Quintana à Pampelune. Ospina déclare être très content et avoir réalisé un de ses rêves en intégrant une équipe UCI World Tour. Il dit avoir pour objectif de s'adapter le plus rapidement possible aux compétitions européennes et aux coutumes locales. Et une fois réussie son adaptation, il espère pouvoir gagner des étapes dans les courses où il sera aligné.
Malgré la signature d'un contrat de deux ans, il n'est pas conservé par son équipe World Tour et est débarqué au bout de la première saison. Sans équipe, il signe un contrat avec la formation Coldeportes-Claro, fin janvier 2014.
En 2019, après plusieurs cas de dopage détectés en Colombie au cours de cette année, la Fédération colombienne de cyclisme publie une liste des cyclistes sanctionnés par cette organisation depuis 2010. Parmi ces noms figure Argiro Ospina, suspendu pendant huit ans entre 2015 et 2023, après un contrôle positif sur la Vuelta al Tolima 2014 (la substance n'a pas été spécifiée).

## Palmarès
- 2011
  - Vuelta de Higuito :
    - Classement général
    - 2e étape

  - 3e du championnat de Colombie du contre-la-montre espoirs
- 2012
  - 7e étape de la Clásico RCN
  - 3e étape de la Vuelta al Tolima